# Première bataille de Canton (1856)
Ne doit pas être confondu avec Bataille de Canton (mars 1841).
Seconde guerre de l'opium
Batailles
- Bogue
- Bataille des forts de la Rivière des Perles
- Canton (1re)
- Fatshan Creek
- Canton (2e)
- Forts de Taku (1re)
- Forts de Taku (2e)
- Forts de Taku (3e)
- Zhangjiawan
- Palikao

La première bataille de Canton de la Seconde Guerre de l'Opium opposa les forces Britanniques et Chinoises de la dynastie Qing dans la ville de Canton (Guangzhou), province de Guangdong, du 23 octobre au 5 novembre 1856. Elle fit suite à l'incident de l'Arrow, casus belli choisi par les britanniques pour le déclenchement des hostilités.

## Contexte
Le 8 octobre 1856 a lieu l'Incident de l'Arrow. La police chinoise arrête à Canton l’équipage chinois d'un navire sur suspicion de piraterie et de trafic d'opium. L'Arrow avait été enregistré à Hong Kong comme navire britannique mais continua à battre pavillon britannique après expiration de son enregistrement. Le consul britannique prétend mensongèrement que le bateau arborait le drapeau britannique, qu’il était enregistré dans la colonie de Hong Kong et que la Chine n’avait donc pas le droit d’interpeller qui que ce soit à bord. Le gouverneur chinois Ye Mingchen choisit l’apaisement en faisant libérer 9 des 12 captifs mais une flotte de guerre de la Royal Navy est tout de même dépêchée pour soumettre Canton.

## Bataille

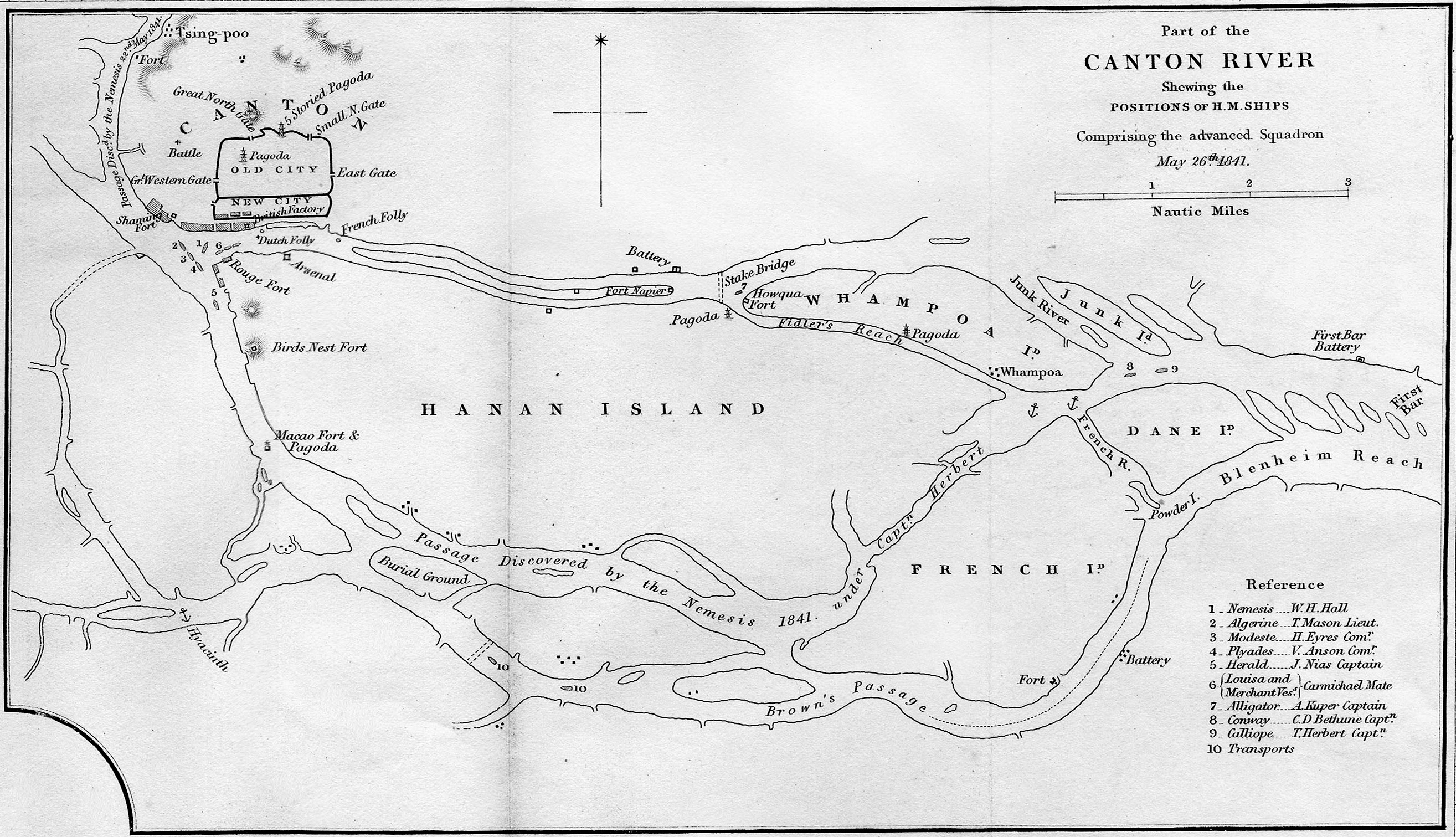
Carte des forts conduisant à Canton

Le 23 octobre 1856, les Britanniques, attaquent les quatre « forts Barrière » sur la Rivière des Perles. Les HMS Coromandel and HMS Barracouta capturent les forts sans rencontrer de réelle opposition. Le contre-amiral  Michael Seymour, commandant en chef de la flotte des Indes orientales et de Chine (en), les forces britanniques en Chine, rapporte l'absence de victimes Britanniques et quatre ou cinq Chinois tués en raison d'une « résistance pauvrement organisée ». Seymour continue ensuite vers Canton, où il rejoint le HMS Encounter, amarré au large de la ville, près des Canton Factories,. Il envoie le Sampson et le Barracouta garantir la libre navigation au niveau du Blenheim Reach le long de la rivière. Les équipages des navires prennent possession des forts de Blenheim et de Macao sans rencontrer de résistance. Le marin britannique William Kennedy décrit l'effervescence au niveau de la ville:

« La rivière était en vie avec toutes sortes d'embarcations, du petit sampan, propulsé par une rame unique à l'arrière, jusqu'à la lourde jonque avec son mât de fer et de bois. De nombreux flower-boats appartenant à de riches mandarins étaient amarrés au large de la ville, remarquables par leurs couleurs criardes, et bondés de jeunes filles riantes, qui continuèrent leur incessant bavardage en regardant arriver les diables étrangers! »

Le lendemain matin, Seymour se rend au Macao Reach où il fait sa jonction avec le Barracouta. Le Dutch Folly (Folly fort situé en face des usines) et Bird's Nest sont pris sans résistance tout comme les deux forts de Shameen (Shamian) contrôlant le passage. Les pièces d'artillerie capturées y sont neutralisées. Un détachement de Royal Marines est également débarqué pour protéger les usines, renforcé ensuite par un groupe de marins « bluejackets ». Des postes avancés et des canons de campagne sont stationnés dans les points stratégiques et des barricades montées dans les rues afin de se prémunir contre une attaque surprise. 

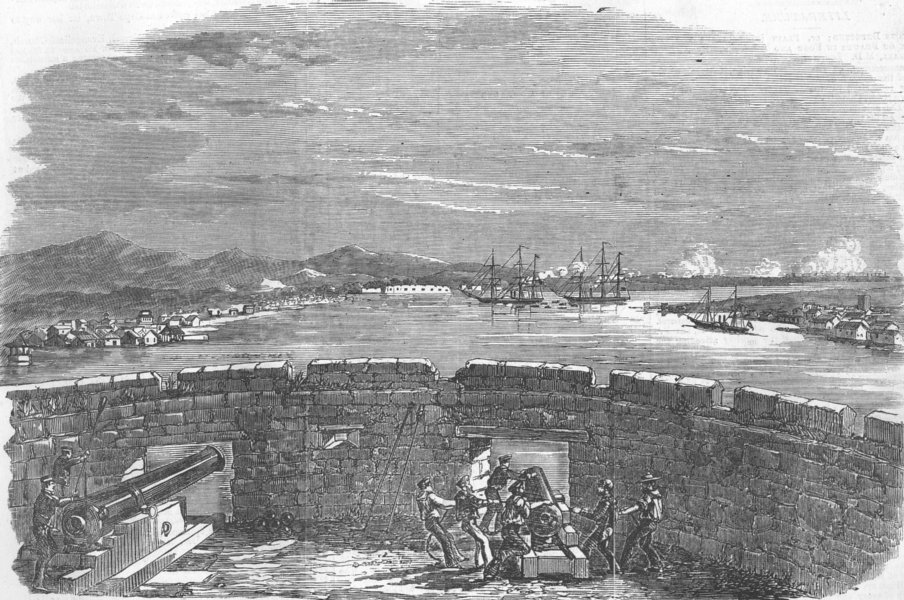
Vue de l'intérieur du Dutch Folly fort

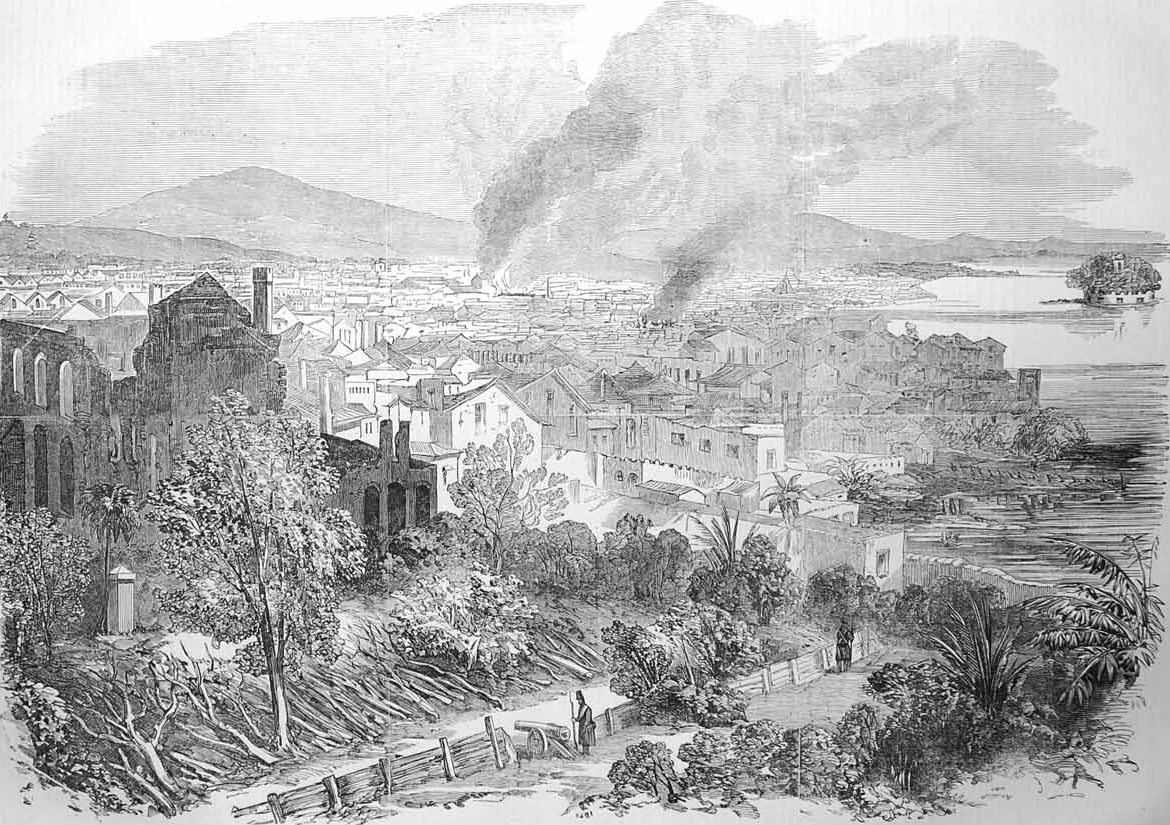
Incendie de la ville

Le 25 octobre, les forces Chinoises attaquent ces points de défense mais sont repoussées par les Marines en subissant 14 pertes et blessés. Le 26 octobre, les opérations sont temporairement interrompues, le dimanche étant un jour de repos.
À 1 h, le 27 octobre, le Encounter ouvre le feu de son canon de poupe sur la résidence (yamen) du Gouverneur Ye Mingchen à Canton, et continue son bombardement jusqu'au coucher du soleil, espaçant ses tirs de cinq à dix minutes. Dans le même temps, à Sulfur Creek, le Barracouta bombarde les troupes Chinoises sur les collines à l'arrière de la ville. Les Britanniques avertissent les habitants dans le voisinage d'évacuer avec leurs biens, ce qui est effectué dans la soirée. 
Le 28 octobre, les Britanniques reprennent l'offensive depuis le Dutch Folly fort ou ils placent deux batteries de canons. Le bombardement des murs de la ville, aidé par l'incendie d'une grande partie des maisons dans la ligne d'attaque, ouvre un passage net entre le Dutch Folly fort et les murs de la ville pour la suite des opérations. Le lendemain matin, les Britanniques rouvrent le feu plus tôt que prévu après que les chinois aient installé des canons en face du Dutch Folly fort. À 14 heures, un détachement de 400 marines et marins, soutenus par les canons du Dutch Folly fort, franchissent le mur de la ville après avoir fait exploser l'une de ses portes. Ils prennent possession de la ville, et après inspection de la maison et des propriétés du gouverneur, réembarquent au coucher du soleil. Seymour rapporte que les troupes chinoises « n'offrent que peu de résistance au-delà de quelques coups de feu dispersés dans les rues et depuis les maisons », où deux Britanniques sont tués et douze blessés.

## Suite
Après n'avoir reçu aucune concession de la part du gouverneur Ye Mingchen, les Britanniques rouvrent le feu au matin du 30 octobre 1856, pour maintenir la brèche ouverte. Les bombardements se poursuivent quotidiennement jusqu'au 5 novembre, depuis le HMS Encounter, le HMS Sampson, et le Dutch Folly fort, en ciblant les bâtiments du gouvernement et les forts à l'arrière de la ville. Après que les jonques de guerre chinoises se soient rassemblées sous la protection du fort French Folly, les Britanniques attaquent et capturent le fort, le 6 novembre au cours de la bataille du fort French Folly. Les troupes britanniques capturent finalement la ville et Ye Mingchen en décembre après un bombardement soutenu. Ye est envoyé comme prisonnier de guerre à Calcutta où il meurt un an plus tard.
Les Britanniques retournent à Hong Kong le 5 janvier 1857